# Il tempo e i silenzi
Il tempo e i silenzi (2004) è il secondo album dell'ensemble Laudanova.

## Il disco
Registrato nel settembre 1999 presso la biblioteca del castello di Montegiove (Terni). Il disco dopo una lunga rielaborazione è stato pubblicato nel 2004 dallo stesso ensemble. Si tratta di una raccolta di dieci brani legati al primo periodo di attività del gruppo. I brani sono firmati da Tullio Visioli, Riccardo Crinella, Zia Mirabdolbaghi, Gianfranco Benigni, Giovanni Sorgente.

## Tracce
1. Il tempo e i silenzi  Tullio Visioli/Z. Mirabdolbaghi - 7:20
2. Sazzarb  Riccardo Crinella/Z. Mirabdolbaghi - 5:05
3. Il vento e l'aria  Riccardo Crinella/Gianfranco Benigni/Giovanni Sorgente - 8:02
4. Zarb-lodia  Z. Mirabdolbaghi - 2:50
5. Canto di Daniele  Tullio Visioli  - 5:45
6. Le strade e i sentieri Z. Mirabdolbaghi - 6:50
7. Ali d'anime  Tullio Visioli  - 3:23
8. Il mercato delle stelle  Tullio Visioli - 5:24
9. Confluences - Tullio Visioli - 3:00
10. Sono stato  Tullio Visioli - 5:27